# Площа Революції (Луганськ)
Площа Революції (офіційно Рєволюциі) — площа в історичному центрі Луганська, що адміністративно належить до Ленінського району міста. Площа розташована між вулицями Поштовою та Леніна. На площі розташований однойменний сквер, в якому знаходяться поховання відомих на Луганщині революційних діячів та військових Червоної армії.

## Історія
Формування площі почалося в 1798 році. На початку свого існування вона мала назву Базарної, або ж Старобазарної, площі, оскільки на ній проходили ярмарки та базари. В північній частині площі розміщувались гостинні двори, в інших — торгові лавки.
В 1821 році на площі збудували Успенську церкву, що дала нову назву площі — Успенська.
Протягом XIX століття площа забудовувалась двоповерховими будинками з мергелю арочного типу. В північній частині було творено під дерев'яним дахом криницю.
З моменту свого заснування Успенська площа стала місцем масових зібрань жителів міста. У 1900 році на площі було закладено сквер, де 1912 роки пройшли урочисті заходи з нагоди 100-річчя Франко-російської війни 1812 року.

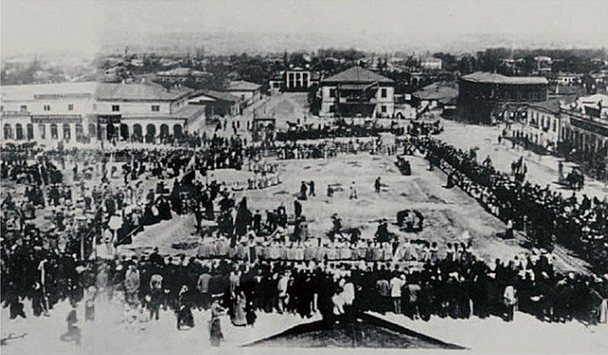
Закладення Успенського скверу (1900 рік)

## Історична забудова

### Успенська церква
Успенська церква була першою церквою на території селища Луганський завод. Її збудували в 1821 році з дерева. В результаті пожежі 1830 року церква згоріла та відбудовувалася з каменю протягом 1840–1854 років. В цей час Старобазарну площу було перейменовують на Успенську.
В 1924 році навпроти церкви було встановлено пам'ятник Леніну. Задля поліпшення архітектурного простору площі протягом 1924–1925 років церкву було зруйновано. Пізніше на місці церкви побудували будинок для робітників губвиконкому.

### Земська управа

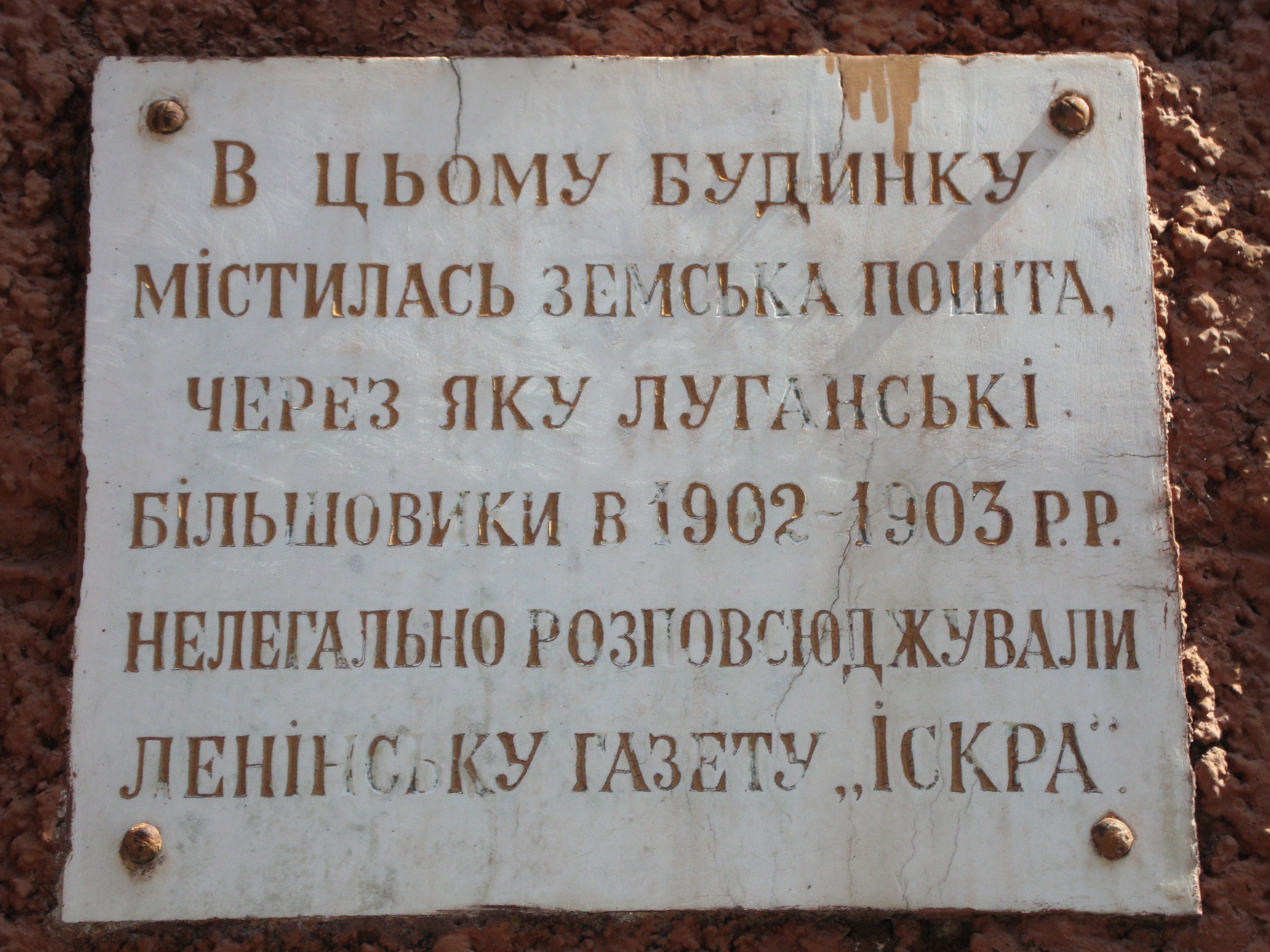
Меморіальна дошка на будівлі школи

Навпроти церкви, на іншій стороні площі, знаходилась двоповерхова будівля, що слугувала Словя'носербською земською управою. Земська управа видавала газету «Листокъ объявленій Славяносербскаго земства», що була першим друкованим виданням міста. Перший номер газети вийшов 1 травня 1903 року, редактором був голова управи.
Газета виходила тричі на місяць в кількості 850 примірників. Примірник коштував 50 копійок, але земські заклади та службовці отримували її безкоштовно.
Нині на місці управи знаходиться будівля середньої школи № 2. На початку XX століття в будівлі школи розміщувалась земська пошта, через яку протягом 1902–1903 років нелегально поширювалася газета «Іскра».

### Гірничо-комерційний клуб
На місці сучасної будівлі обласної філармонії знаходився двоповерховий будинок, збудований наприкінці 80-х років XIX століття. Перший поверх будівлі використовувався в комерційних цілях, в ньому розміщувалися аптека, магазини з продажу суконь та взуття. Другий поверх займав Гірничо-комерційний клуб. Пізніше в будівлі розміщувалися танцювальний клас та кінотеатр «Художній».
В 1930-х роках приміщення будинку займав ТЮГ. З 1945 року в будівлі розміщувалась філармонія, також в будівлі розміщувалися театр ляльок та кінотеатр «Хроніка». В 1960-х роках була запланована реконструкція концертної зали, однак було вирішено знести старий будинок та побудувати новий. В 1984 році в луганській філармонії було встановлено орган.
2001 року будівля філармонії була визнана аварійною. По завершенні реконструкції в 2008 році філармонія мала дві концертні зали на 503 та 70 місць].

### Краєвиди
В поданій нижче таблиці розміщено фотографії та листівки з зображенням видів площі Революції. Світлини верхнього рядка зафіксували площу такою, як вона була наприкінці XIX — початку ХХ століття. Фотографії з нижнього ряду зроблені в наш час (2012 рік).
| Фото               |                          |                  |                |                  |                  |
| Історична забудова | Гірничо-комерційний клуб | Успенський сквер | Земська управа | Успенський сквер | Успенська церква |
| Фото               |                          |                  |                |                  |                  |
| Сучасний вигляд    | Філармонія               | Сквер Революції  | Школа № 2      | Сквер Революції  | Житловий будинок |

## Сквер

Гаубиця «Єдиноріг». Подібну гармату було встановлено на території скверу, а пізніше перенесено до будівлі Луганського краєзнавчого музею

В 1900 році на площі було закладено Успенський сквер. В центрі скверу було встановлено гармату єдиноріг, відлиту на Луганському ливарному заводі близько 1814 року при директорі Якові Нілусі, про що свідчить напис на гаубиці: «Луганскій литейный заводъ. Нач. Нілусъ». На гарматі містяться також ініціали «А. С.», що, можливо, належали майстру Сушкову.
Після Жовтневої революції гармату було передано до Луганського крайового музею. З 1978 року гармата знаходиться біля будівлі обласного краєзнавчого музею.
На території скверу поховані Іван Яковенко, Олександр Пархоменко, Іван Алексєєв-Кума, Іван Орешко, Петро Богиня. Також у сквері знаходиться братська могила офіцерів Радянської Армії.

### Пам'ятники
| Назва                                                     | Скульптор                                             | Рік встановлення | Зображення | Короткі відомості |
| --------------------------------------------------------- | ----------------------------------------------------- | ---------------- | ---------- | --- |
| Володимиру Леніну                                         | Мухін В. І. Федченко В. Х. Агібалов І. М. Мізін В. І. | 1932             |            | На постаменті з пісковика розміщено скульптуру В. І. Леніна в повний зріст під час виступу. Права рука лежить на трибуні, накритій Радянським прапором, у лівій Ленін тримає записну книжку. На постаменті з лицьового боку видно напис ЛЕНІН, літери та скульптура бронзові. |
| Могила Олександра Пархоменка                              | Можаєв М. В. Шарапенко В. О.                          | 1957             |            | На постаменті з червоного граніту встановлено бюст революціонера в бурці та з біноклем. На постаменті міститься напис Александр Пархоменко (1885–1921). Бюст та літери бронзові. Висота постаменту становить 2,17 м, ширина — 63 см, висота бюсту становить 1,3 м. |
| Могила Івана Яковенка                                     | Мухін В. І. Федченко В. Х.                            | 1944             |            | На постаменті пірамідальної форми з необтесаного каменю розміщена скульптурна фігура орла. Висота постаменту становить 2,3 м, на його лицьовому боці розміщено металеву дошку з портретом діяча у профіль, його ім'ям та роками життя 1910–1942. Висота залізобетонного орла сягає 1,4 м. Його ліве крило підняте, а праве опущено, в дзьобі птах тримає кулеметну ленту. Пам'ятник було реконструйовано в 1974 році.    |
| Братська могила офіцерів Радянської Армії                 | Мухін В. І.                                           | 1944             |            | На цегляному постаменті розміщено скульптуру офіцера, що навколішки цілую бойове знамено. Скульптура виготовлена з залізобетону та окована міддю. На лицьовому боці напис Визволений Ворошиловград — героям Великої вітчизняної війни. В могилі поховані полковник Парховніков, підполковники Дмитрієв та Дементьєв, майор Мітін та старший лейтенант Махров, які загинули 14 лютого 1943 року при визволенні Луганська. |
| Братська могила луганських робітників                     | —                                                     | 1957             |            | Могилу обрамлено сірим бордюром з граніту. Надгробна плита містить перелік всіх похованих у могилі робітників. |
| Могили Івана Алексеєва-Кума, Петра Богині та Івана Орешка | —                                                     | 1957             |            | Три могили об'єднані єдиним гранітним надгробком, що містить прізвища похованих. |

## Галерея
| Вид на Англійську вулицю з Успенської площі | Успенська площа і церква | Успенський сквер та Успенська церква, на задньому плані Миколаївський собор |